# Administration générale du contrôle de la qualité, de l'inspection et de la quarantaine
L’Administration générale du contrôle de la qualité, de l'inspection et de la quarantaine (chinois : 中华人民共和国国家质量监督检验检疫总局) était un département de niveau ministériel-sous la direction du Conseil des affaires de l'État de la république populaire de Chine. Il est responsable de la qualité nationale, de la métrologie, l'inspection des denrées entrant et sortant du territoire, de la quarantaine sanitaire d'entrée et de sortie, de la quarantaine des animaux et des plantes entrant et sortant, de la sécurité alimentaire à l'import-export, de la certification et de l'accréditation, de la normalisation, ainsi que de l'application de la loi administrative.
Elle fait partie depuis 2018 de l'administration nationale des douanes.